# Gynodiastylis platycarpus
Gynodiastylis platycarpus är en kräftdjursart som beskrevs av Gamo 1961. Gynodiastylis platycarpus ingår i släktet Gynodiastylis och familjen Gynodiastylidae. Inga underarter finns listade i Catalogue of Life.